# ビピリジン
ビピリジン（bipyridine）とは、ピリジン2分子が炭素-炭素単結合で直接つながった分子構造をした、有機化合物の総称である。1種類の化合物ではなく、6種類の構造異性体が存在する。なお、ビピリジンの構造は、ビフェニルの2つの芳香環を構成する炭素原子のうち、2つの芳香環をつないでいない炭素のうちの1つずつが窒素に置換された化合物と説明することもできる。導入された窒素原子が持つ孤立電子対は、sp2混成軌道に格納することによって、ビピリジンの環状部分も芳香族性が保たれる。なお、ビピリジンの孤立電子対は通常、sp2混成軌道に格納されるため、ピリジンと同様に、この孤立電子対は塩基性を保っている。
ビピリジンの化学式はC10N2H8であり、分子量は156.18。無極性溶媒によく溶け、水に微量溶ける。異性体の中でも、2,2'-体と4,4'-体が化学的に重要である。ビピリジル、ジピリジン、ジピリジルとも呼ばれる。

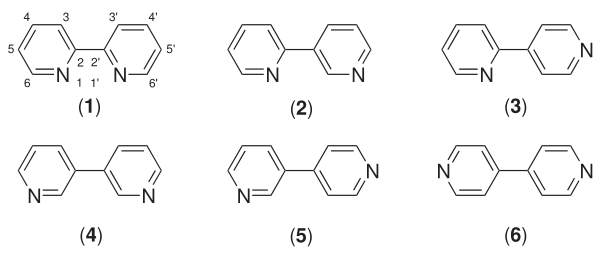
ビピリジンの6つの異性体：
(1) 2,2′-ビピリジン;
(2) 2,3′-ビピリジン;
(3) 2,4′-ビピリジン;
(4) 3,3′-ビピリジン;
(5) 3,4′-ビピリジン;
(6) 4,4′-ビピリジン

## 2,2'-ビピリジン

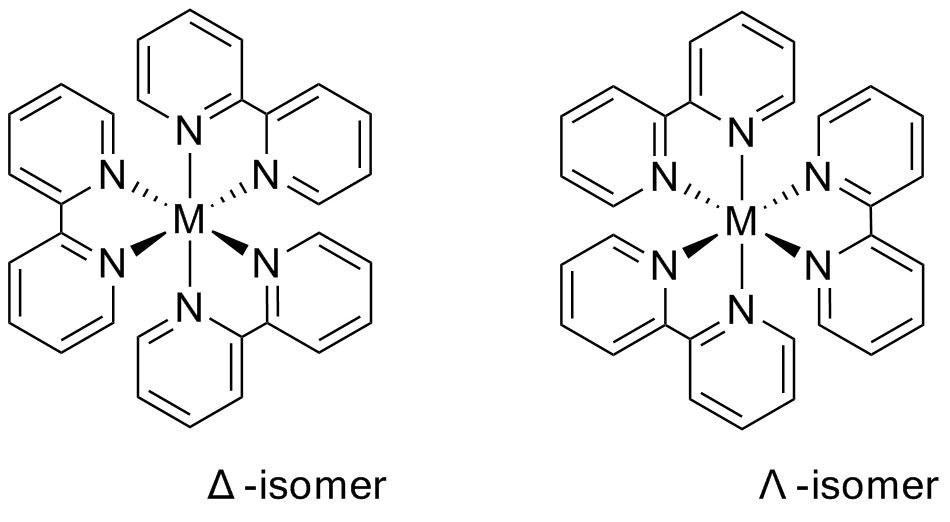
2,2'-ビピリジン3分子が金属イオンに配位した状態。なおMは、鉄やクロムなどのイオンである。

2,2'-ビピリジンは2個の窒素の位置関係が 1,10-フェナントロリンと似ており、それと同様にほとんどの金属イオンに対しキレート性配位子としてはたらく。2,2'-ビピリジンが錯体上で配位子となっている場合、化学式では bpy と略される。
2,2'-ビピリジンは無色の化合物であるが、遷移金属イオンに配位した際に電荷移動錯体を形成し、しばしば可視光域に強い吸収を持つ。その性質より、有機金属化合物の滴定にも用いられる。
また、ジクワット（ダイコートと発音することもある）として知られる化合物、1,1'－エチレン－2,2'－ビピリジニウムの原料となる。

## 4,4'-ビピリジン
4,4'-ビピリジンは、メチルビオローゲン、またはパラコートとして知られる化合物、1,1'-ジメチル-4,4'-ビピリジニウムの原料となる。4,4'-ビピリジンの窒素原子上に置換基を導入した化合物は「ビオロゲン（ビオローゲン）」の慣用名で総称される。